# San Miguel de Mercedes
San Miguel de Mercedes é um município do departamento de Chalatenango, em El Salvador. Sua população estimada em 2007 era de 2 487 habitantes.